# Dans une pauvre petite rue
Pour plus de détails, voir Fiche technique et Distribution.

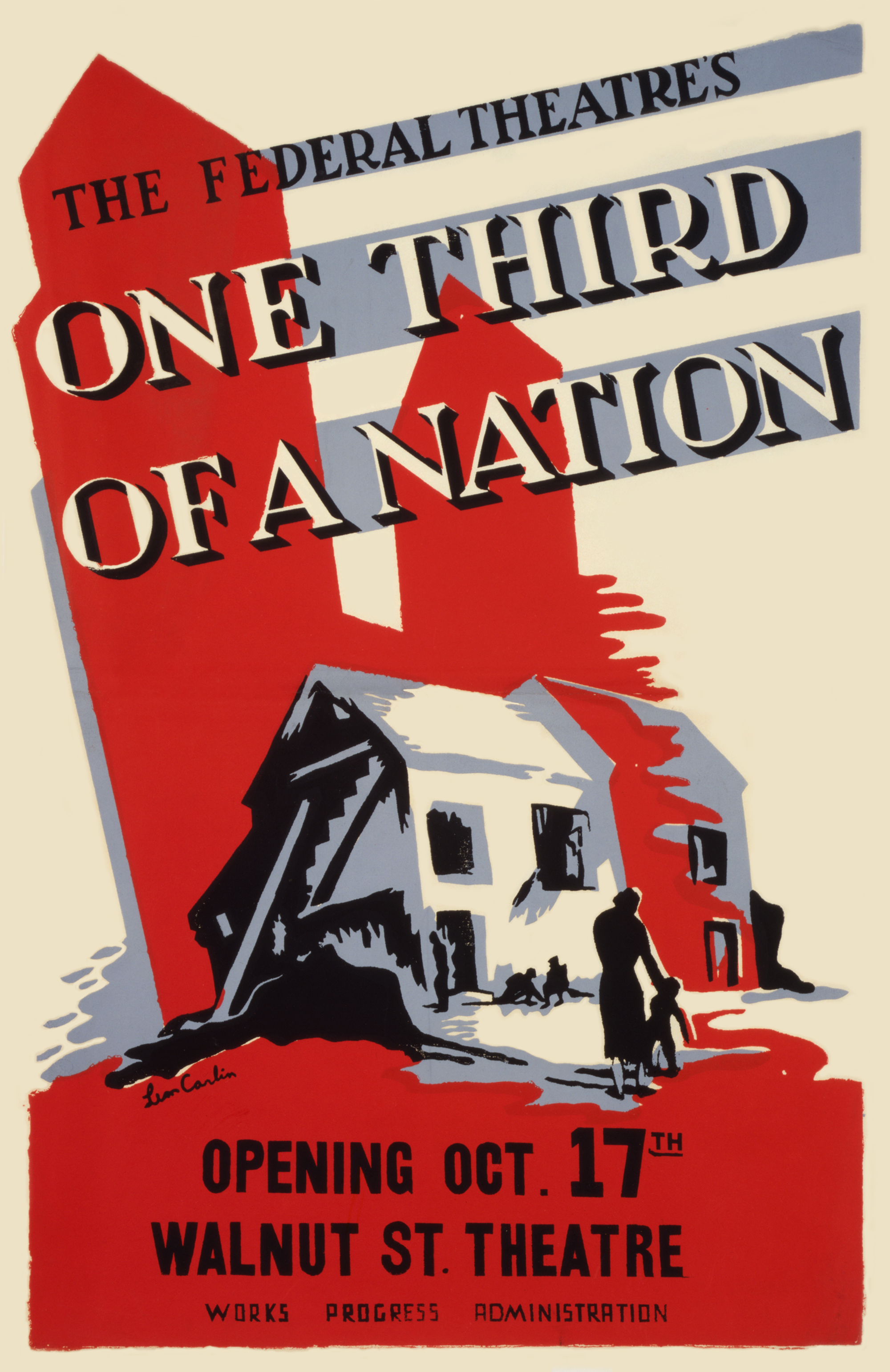

Dans une pauvre petite rue (titre original : ...One Third of a Nation...) est un film américain réalisé par Dudley Murphy, sorti en 1939.

## Synopsis
Lorsqu'un incendie se déclare dans un immeuble délabré de New York, un jeune garçon nommé Joey Rogers tente de fuir en utilisant un escalier de secours. Il s’effondre en raison de mauvaises réparations et Joey est gravement blessé. Sa sœur beaucoup plus âgée, Mary, l’emmène d’urgence à l’hôpital avec l’aide du riche Peter Cortlant, qui paie les factures médicales de l'enfant sur place. Cortlant est ensuite informé par son directeur commercial qu’il est le propriétaire du bâtiment où l’incendie s’est produit.
Le procureur local enquête sur l'incendie et dit à Mary que l’âge de l’immeuble signifie qu’il était exempté des codes de sécurité du bâtiment modernes. Comme aucun locataire ne s’est plaint de l’immeuble avant l’incendie, aucun crime n’a été commis. Lorsque Cortlant visite l’immeuble, il est averti de rester loin de Mary par Sam.
Mary est bouleversée quand elle apprend que Cortlant était propriétaire de son immeuble. Elle retire Joey de l'hôpital. Infirme et souffrant de délires selon lesquels le bâtiment lui parle, Joey jure de se venger de l’immeuble. Mary rencontre Cortlant et le convainc de transformer ses immeubles décrépis en logements sociaux et de les reconstruire. Consternée par le coût, la sœur de Cortlant, Ethel, tente de faire chanter son frère pour qu’il arrête le projet en disant à la presse qu’il a une liaison avec Mary.
Joey meurt après avoir mis le feu à l'immeuble et Sam dit à Cortlant qu’il épousera Mary pour éviter le scandale, ce qui permet à Cortlant de poursuivre son plan.

## Fiche technique
- Titre : Dans une pauvre petite rue
- Titre original : ...One Third of a Nation...
- Réalisation : Dudley Murphy
- Scénario : Dudley Murphy et Oliver H. P. Garrett d'après la pièce d'Arthur Arent
- Musique : Nathaniel Shilkret
- Pays d'origine : États-Unis
- Format : Noir et blanc - 1,37:1
- Genre : drame
- Durée : 79 minutes
- Date de sortie : 1939

## Distribution
- Sylvia Sidney : Mary Rogers
- Leif Erickson : Peter Cortlant
- Myron McCormick : Sam Moon
- Hiram Sherman (en) : Donald Hinchley
- Sidney Lumet : Joey Rogers
- Muriel Hutchison : Ethel Cortlant
- Percy Waram : Arthur Mather
- Iris Adrian : Myrtle
- Charles Dingle : Mr Rogers
- Baruch Lumet : Mr Rosen
- William Challee : Reporter (non crédité)
- Jeff Corey : un homme dans la foule (non crédité)
- George Lessey : Docteur (non crédité)